# 박달로 (시흥 안양)
박달로는 경기도 시흥시에서 경기도 안양시까지의 6.9 km 도로이다. 도로명은 박달동에서 유래하였다.

## 노선
| 이름           | 접속 노선         | 소재지 | 소재지 | 비고   |
| -------------- | ----------------- | ------ | ------ | ------ |
| (명칭 미상)    | 수인로            | 시흥시 | 논곡동 | 교차   |
| (명칭 미상)    | 동서로            | 시흥시 | 목감동 | 삼거리 |
| 호현삼거리     | 오리로            | 안양시 | 만안구 |        |
| 충훈2교        | 석수로 박달우회로 | 안양시 | 만안구 | 사거리 |
| (명칭 미상)    | 충훈로            | 안양시 | 만안구 | 삼거리 |
| 박달삼거리     | 삼봉로            | 안양시 | 만안구 |        |
| 박달사거리     | 양화로            | 안양시 | 만안구 |        |
| 안양여고사거리 | 안양로            | 안양시 | 만안구 |        |
| (명칭 미상)    | 만안로            | 안양시 | 만안구 | 교차   |